# Rahmenerzählung
Eine Rahmenerzählung oder Rahmenhandlung ist eine literarische Technik, in der ein Rahmen die Binnenerzählung umgibt. Eine Rahmenerzählung, Rahmengeschichte ist eine Erzählstruktur, bei der eine „primäre Geschichte oder Erzählung“ eingebettet ist in eine zweite, die als „erzählerischer Rahmen“ dient. Sie wird oft verwendet, um eine zusätzliche Dimension oder Perspektive zu schaffen und die eigentliche Handlung, die Innengeschichte, direkt oder indirekt zu kommentieren.

## Definition
Andreas Jäggi definierte die Rahmenerzählung wie folgt:

„Die Rahmenerzählung ist eine Sonderform des mehrschichtigen Erzählens. In ihrer einfachen Form zeigt sie sich als ein epischer Text mit einer charakteristischen, die Struktur der Erzählung dominierenden Zweischichtigkeit. Diese ist derart, dass die erste Textebene (der Rahmen) die zweite (die Binnenerzählung) umgibt oder ihr auch nur vorangestellt ist und eine mündliche Erzählsituation konstituiert, in der ein oder mehrere nicht mit dem Rahmenerzähler identische Erzähler einem oder mehreren Zuhörern ein oder mehrere vergangene Geschehen frei erzählen.“

## Beispiele

### Weltliteratur
Zu den bekanntesten Rahmenerzählungen gehören:
- Tausendundeine Nacht: Die Protagonistin Scheherazade beginnt, dem König Geschichten zu erzählen, um eine Hinrichtung zu verzögern; am Ende der Nacht ist sie an einer so spannenden Stelle angelangt, dass der König unbedingt die Fortsetzung hören will und die Hinrichtung aufschiebt. In der folgenden Nacht geht es so weiter. Die längst überfällige Hinrichtung findet schließlich nicht mehr statt.

- Giovanni Boccaccio: Decamerone (wahrscheinlich entstanden 1349–1353). In der Stadt Florenz bricht 1348 eine Epidemie aus. Boccaccio erfindet die folgende Rahmenhandlung: sieben Mädchen und drei junge Männer wollen sich vor der Pest retten und finden in einem abgelegenen Landhaus Schutz. Um sich die Zeit zu vertreiben, versuchen die Flüchtlinge, sich nach Möglichkeit zu unterhalten. Daher erzählen sie sich während zehn Tagen Novellen. Nach zehn Tagen und zehn mal zehn Novellen kehrt die Gruppe heil nach Florenz zurück.[2]

Beide Werke präsentieren den Akt des Erzählens als eine heilspendende Handlung.
- Geoffrey Chaucer: Canterbury Tales (vor 1387)
- Jan Potocki: Die Handschrift von Saragossa (entstanden 1797–1815) ist eine Schachtelrahmenerzählung, die in bis zu sechs Erzählebenen gestuft ist.
- Mary Shelley: Frankenstein (1818)
- Umberto Eco: Der Name der Rose (1980)

### Deutschsprachige Literatur
- Rudolf von Ems: Der guote Gêrhart

Die Rahmenerzählung (Rahmenhandlung) war in der deutschsprachigen Literatur des 19. Jahrhunderts sehr beliebt. Bekannt sind u. a.:
- Goethes Unterhaltungen deutscher Ausgewanderten (1795)
- Clemens Brentano: Geschichte vom braven Kasperl und dem schönen Annerl (1817)
- Wilhelm Hauff: Das Wirtshaus im Spessart (1828)
- Franz Grillparzer: Das Kloster bei Sendomir (1828) und Der arme Spielmann (1847)
- Jeremias Gotthelf: Die schwarze Spinne (1842)
- Ferdinand von Saar: Innocens (1865),
- Gottfried Keller: Züricher Novellen (1876–1877), Das Sinngedicht (1880–1881)
- Conrad Ferdinand Meyer: Der Heilige (1879) und Die Hochzeit des Mönchs (1883/84)
- Theodor Storm: Der Schimmelreiter (1888)
- E. T. A. Hoffmann: Das Fräulein von Scuderi
- Adalbert Stifter: Kalkstein
- Stefan Zweig: Der Amokläufer
- Siegfried Lenz: Deutschstunde (1968)

## Film
Auch viele Filme verwenden eine Rahmenhandlung:
- Unternehmen Petticoat (1959)
- Amadeus (1984)
- Cinema Paradiso (1988)
- Forrest Gump (1994)
- Merlin (1998)
- Slumdog Millionär (2008)
- Astrid (2018)